# Javier Salsamendi
Javier Salsamendi Ferreira (Montevideo, 25 de junio de 1966) es un abogado, docente y político uruguayo, perteneciente al Frente Amplio. Fue diputado por el departamento de Montevideo durante la primera legislatura del 2005. Fue Presidente de INAU (Instituto del Niño y Adolescente del Uruguay).

## Biografía
Javier Salsamendi nació en Montevideo, el 25 de junio de 1966. Se graduó de la Facultad de Derecho de la Universidad de la República con el título de Doctor en Derecho y Ciencias Sociales. Durante su época de estudiante, entre los años 1991 y 1993 fue delegado estudiantil en el Consejo Directivo de la Facultad de Derecho.
Fue funcionario del Instituto Nacional del Menor -INAME- (actual INAU) entre 1991 y el 2004, ocupando allí diversos cargos como el de Director del Área de Coordinación Jurídica del Instituto Técnico de Rehabilitación Juvenil (INTERJ actual SEMEJI). Fue también docente de Derecho de la Niñez, la Adolescencia y la Familia en el Centro de Formación y Estudios del INAME.
El 15 de febrero de 2005 asume como Diputado de la República, tras resultar electo en las elecciones del 2004 por el la Corriente de Acción y Pensamiento-Libertad, integrante del Frente Amplio. En dicha legislatura fue Presidente de la "Comisión Investigadora Parlamentaria sobre los hechos acontecidos en el hogar Ser de la Colonia Berro el 14 y 15 de junio pasado" (referida al año 2005), así como también integrante de la Comisión de Constitución y Códigos (de la cual fue Presidente en el año 2009); integrante de la Comisión Investigadora sobre la Oportunidad y Legalidad de los Gastos de ciertos Entes Autónomos y Servicios Descentralizados; e integrante de la Comisión Especial con Fines Legislativos Vinculado al Lavado de Activos y Crimen Organizado. Fue, además, coautor de la Ley Marco sobre Combate y Prevención del Terrorismo.
En julio de 2010, José Mujica lo nombra como Presidente del INAU, cargo que abandona en abril de 2015. 

## Obras publicadas
- Salsamendi, Javier; y otros (2004). "Aproximación crítica al Código de la Niñez y la Adolescencia de la República Oriental del Uruguay". FCU.

| Predecesor: - | Presidente del INAU 2010- | Sucesor: - |

predecesor    = Marisa Linder